# Jugovzhodna Slovenija
Jugovzhodna Slovenija (słoweń. statistična regija jugovzhodna Slovenija) – region statystyczny w południowo-wschodniej Słowenii.
Jest największym regionem statystycznym. Rozwój tego regionu jest w dużej mierze wynikiem przemysłu (przemysłu samochodowego, farmaceutycznego i innego przemysłu lekkiego), który wygenerował prawie połowę wartości dodanej brutto w regionie w 2012 roku. Według danych z 2013 roku 94% ścieków w regionie zostało oczyszczonych przed odprowadzeniem ich do publicznego systemu kanalizacyjnego. Jest to znacznie więcej niż w całej Słowenii (78%). Wydatki na badania i rozwój (B+R), które wyniosły 5,2% regionalnego PKB w 2012 r., podkreślają znaczenie B+R w regionie. Przedsiębiorstwa stanowiły 90% źródeł finansowania. Struktura wiekowa populacji w tym regionie jest korzystna. W połowie 2013 r. wartość wskaźnika starzenia się społeczeństwa wynosiła 105,2, co oznacza, że na 100 młodych osób przypadało 105 osób starszych.

## Miasta i miasteczka
Region statystyczny Słowenia Południowo-Wschodnia obejmuje sześć miast i miasteczek, z których największym (a zarazem jego stolicą) jest Novo mesto.
| Stopień | Nazwa      | Populacja (2021) |
| ------- | ---------- | ---------------- |
| 1.      | Novo mesto | 23 878           |
| 2.      | Kočevje    | 8113             |
| 3.      | Črnomelj   | 5451             |
| 4.      | Trebnje    | 3858             |
| 5.      | Ribnica    | 3671             |
| 6.      | Metlika    | 3226             |

## Gminy
Region statystyczny Słowenia Południowo-Wschodnia obejmuje następujące 21 gmin:
- Črnomelj
- Dolenjske Toplice
- Kočevje
- Kostel
- Loški Potok
- Metlika[a]
- Mirna
- Mirna Peč
- Mokronog-Trebelno
- Novo mesto
- Osilnica
- Ribnica
- Semič
- Sodražica
- Straža
- Šentjernej
- Šentrupert
- Škocjan
- Šmarješke Toplice
- Trebnje
- Žužemberk

## Demografia
Liczba ludności w 2020 r. wynosiła 145 357. Całkowita powierzchnia regionu wynosi 2675 km².

## Gospodarka
Struktura zatrudnienia: 43,4% usługi, 52,6% przemysł, 4% rolnictwo.

### Turystyka
Przyciąga ona jedynie 3,3% ogółu turystów w Słowenii, przy czym większość stanowią Słoweńcy (52,8%).

## Transport
- Długość autostrad: 52,7 km
- Długość pozostałych dróg: 3603,1 km